# Kiduš levana
Kiduš levana (hebrejsky קידוש לבנה‎, dosl. „posvěcení luny“) je židovský obřad, jehož stěžejní částí je recitace požehnání označovaného jako birkat levana (ברכת לבנה‎, dosl. „požehnání luny“) a nemá nic společného s požehnáním měsíce kalendářního (Kiduš ha-chodeš), které bylo ustanoveno Sanhedrinem k přesnému stanovení dat v kalendáři. Recituje se v období od novoluní až do úplňku.

## Text požehnání
| „                                    | Požehnaný jsi Ty, Hospodine, Bože náš, Králi všehomíra, jenž jsi Svým výrokem stvořil oblaka a dechem Svých úst všechny jejich zástupy. Zákon a čas jsi jim dal, že nesmějí změnit jim zadaný úkol. S radostí činit vůli jejich Stvořitele, Činitele pravdy, jehož dílem je pravda. A měsíci řekl, že se bude obnovovat jako koruna krásy pro ty, kdož ji nesou z lůna, pro ty, kteří jsou určeni obnovit sami sebe jako on a oslavit svého Stvořitele pro jméno Jeho vznešeného království. Požehnaný jsi Hospodine, který obnovuješ měsíce. | “ |
| — překlad podle siduru Adir ba-marom | |   |

| „                                           | ברוך אתה יי אלהינו מלך העולם אשר במעמרו ברא שחקים וברוח פיו כל צבאם חק וזמן נתן להם שלא ישנו את תפקידם. ששים ושמחים לעשות רצון קוניהם פועלי אמת ופעלתם צדק וללבנה אמר שתתחדש עטרת תפארת לעמוסי בטן שהם עתידים להתחדש כמותה ולפאר ליוצרם על כבוד מלכותו ועל כל משברא. ברוך אתה יי מחדש חדשים.‎ | “ |
| — Rambam, Mišne Tora, Hilchot brachot 10:16 | |   |

## Symbolika
Kiduš levana a Kiduš ha-chodeš mají svůj původ v období Druhého Chrámu.[zdroj?] Při Kiduš levana se měsíc nevítá ani neuctívá, ale slouží jako oslava Boha, jeho stvořitele.
Měsíc svým cyklem připomíná Izrael – patnáct pokolení uplynulo od Abraháma k Šalomounovi, který dokončil výstavbu Jeruzaléma a Chrámu. Dalších patnáct pokolení uplynulo od Šalamouna k Sidkijášovi, za jehož vlády byl Chrám zničen. Počet pokolení odpovídá dvaceti devíti dnům měsíčního cyklu a stejně tak, jako se měsíc po novoluní opět rozzáří, tak i Izrael povstane pokaždé k novému životu.

## Určený čas
Požehnání je třeba pronášet v období dorůstající fáze měsíce, tzn. do 15. dne lunárního kalendáře; nemá se však říkat bezprostředně po novoluní, je třeba počkat sedm dní (podle jiných pramenů stačí tři dny). Požehnání je také třeba pronášet v noci v době, kdy je měsíc viditelný na obloze.
Doporučuje se říkat birkat levana večer při Moca’ej šabat (rozloučení se šabatem, dosl. odcházení, vyvádění šabatu), kdy jsou lidé ve svátečním rozpoložení, případně na konci svátku. Není-li to však možné nebo hrozí-li, že po šabatu už nebude příhodné počasí a viditelnost, lze požehnat i v noci všedního dne. O šabatu nebo svátku samotném lze požehnat jen v krajním případě.

## Forma požehnání

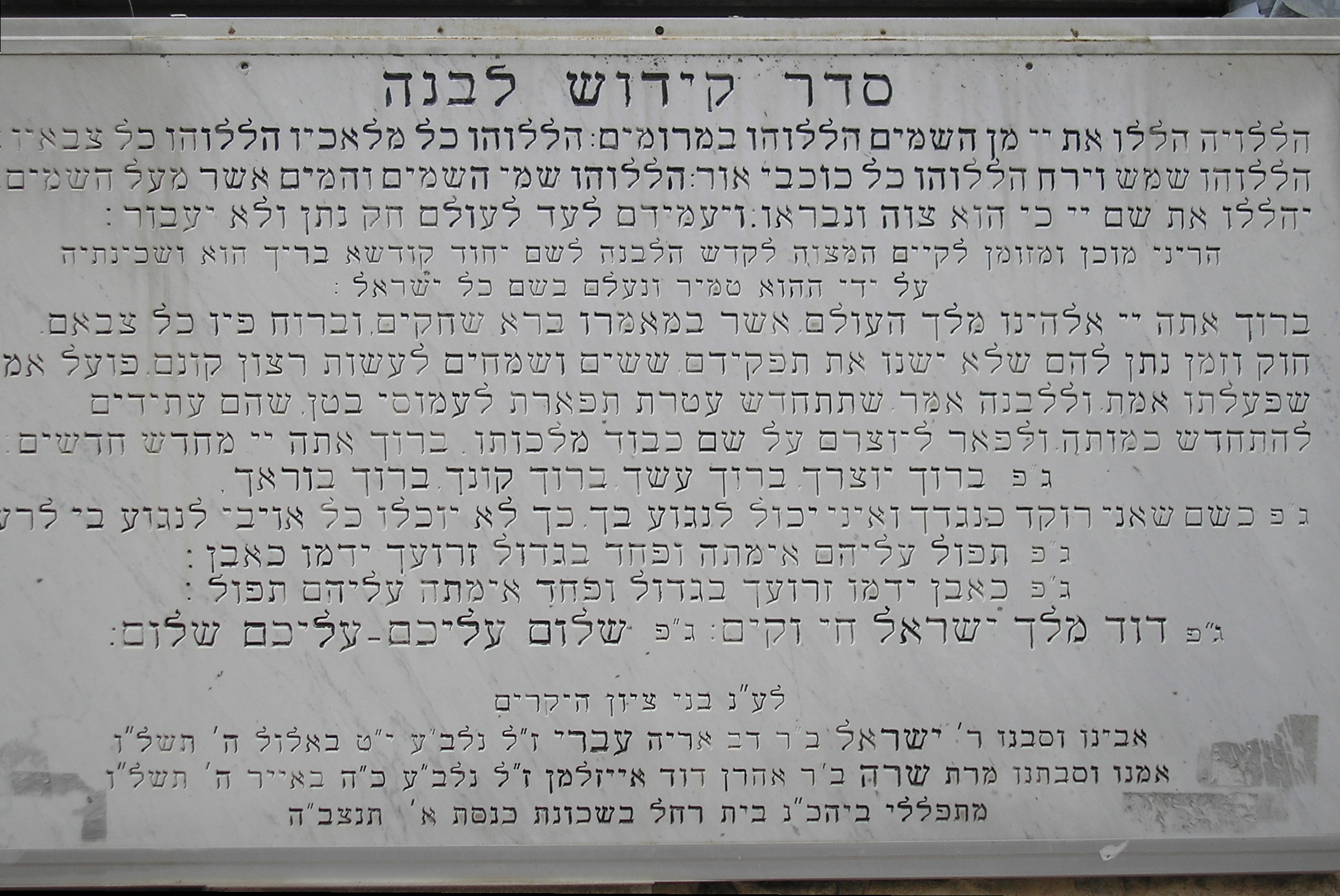

Je vhodné pronášet požehnání v co největším shromáždění nebo alespoň v minjanu; není-li to však možné, může se požehnání říci i o samotě.
K požehnání se připojují další modlitby a úryvky z Tanachu.
V talmudických dobách bylo zvykem při Kiduš levana tančit[zdroj?] – dnes je tento zvyk připomínán, když se lidé postaví na špičky při recitaci modlitby „Tak, jako tančím před tebou, ...“ po které následuje přání dlouhého života králi Davidovi a pozdravení „Šalom alejchem.“
Modlitba je ukončena Kadišem (pouze je-li přítomen minjan), po kterém je zvykem zazpívat pijut „Tovim me'orot,“ při kterém si zúčastnění ještě jednou společně zatančí.